# Instabilità dei microsatelliti

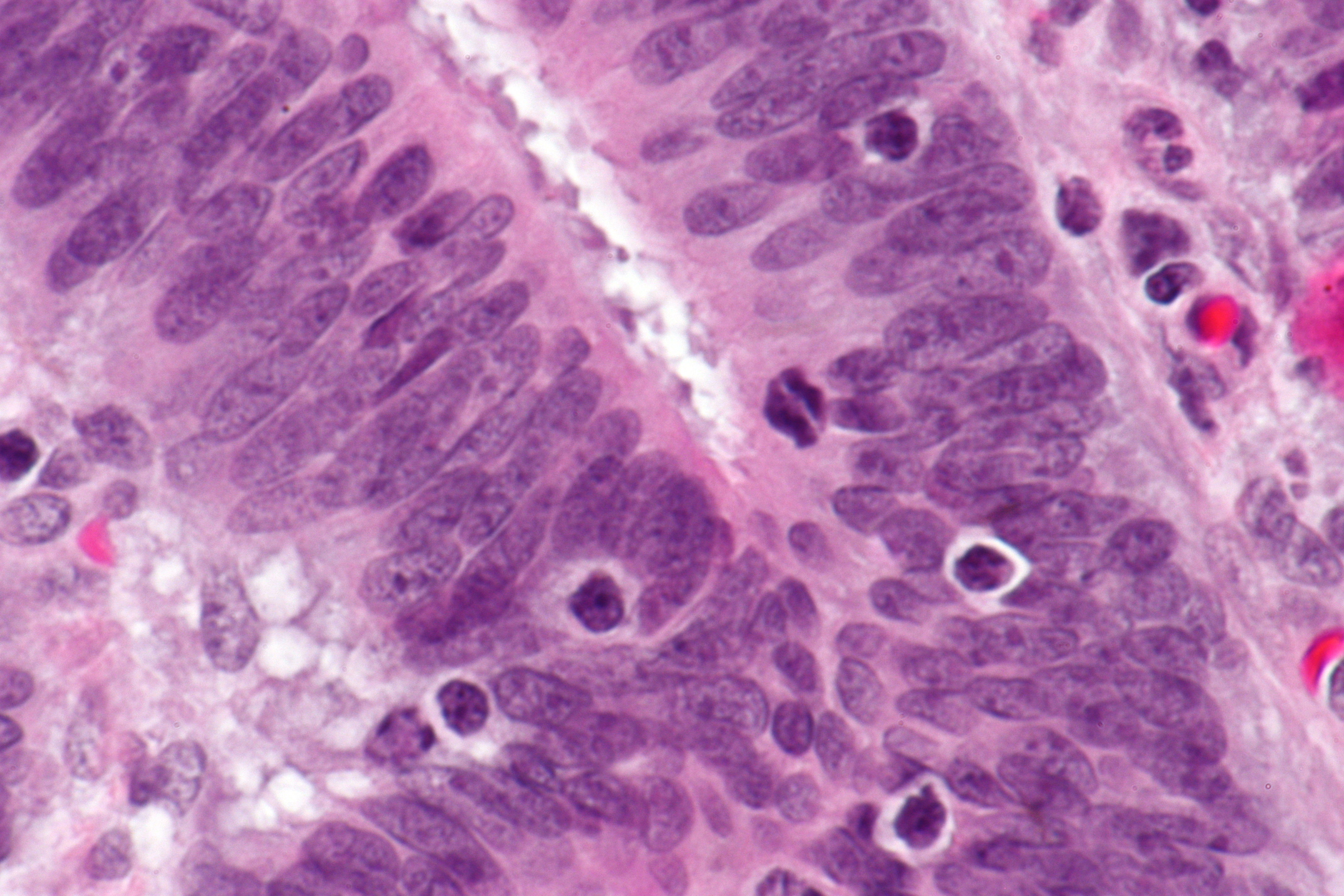
Micrografia che mostra linfociti infiltranti il tumore in un caso di carcinoma del colon-retto con MSI-H. Colorazione con ematossilina eosina.

L'instabilità dei microsatelliti (MSI in inglese) è una condizione in cui vi è un alterato numero di ripetizioni di brevi sequenze di DNA tra il tessuto tumorale e quello normale. Questa condizione può essere causata da un'alterata funzione dei geni del mismatch repair come nella sindrome di Lynch.